# Hongkong címere

Hongkong címere

Hongkong címere (valójában: emblémája) egy vörös színű korong, középen egy fehér ötszirmú virággal, a Bauhinia blakeana orchideafa virágával, amely Hongkongot szimbolizálja. A virág erezete és az azok végén elhelyezett öt csillag is vörös színű. A csillagok a Kínától való elválaszthatatlanságra utalnak. A korong körül az ország neve olvasható kínaiul és angolul.  A címer motívuma megtalálható a zászlón is. A címer vörös színe megegyezik a Kínai Népköztársaság címerében használt színnel.